# Mariehamns sjöräddningsstation

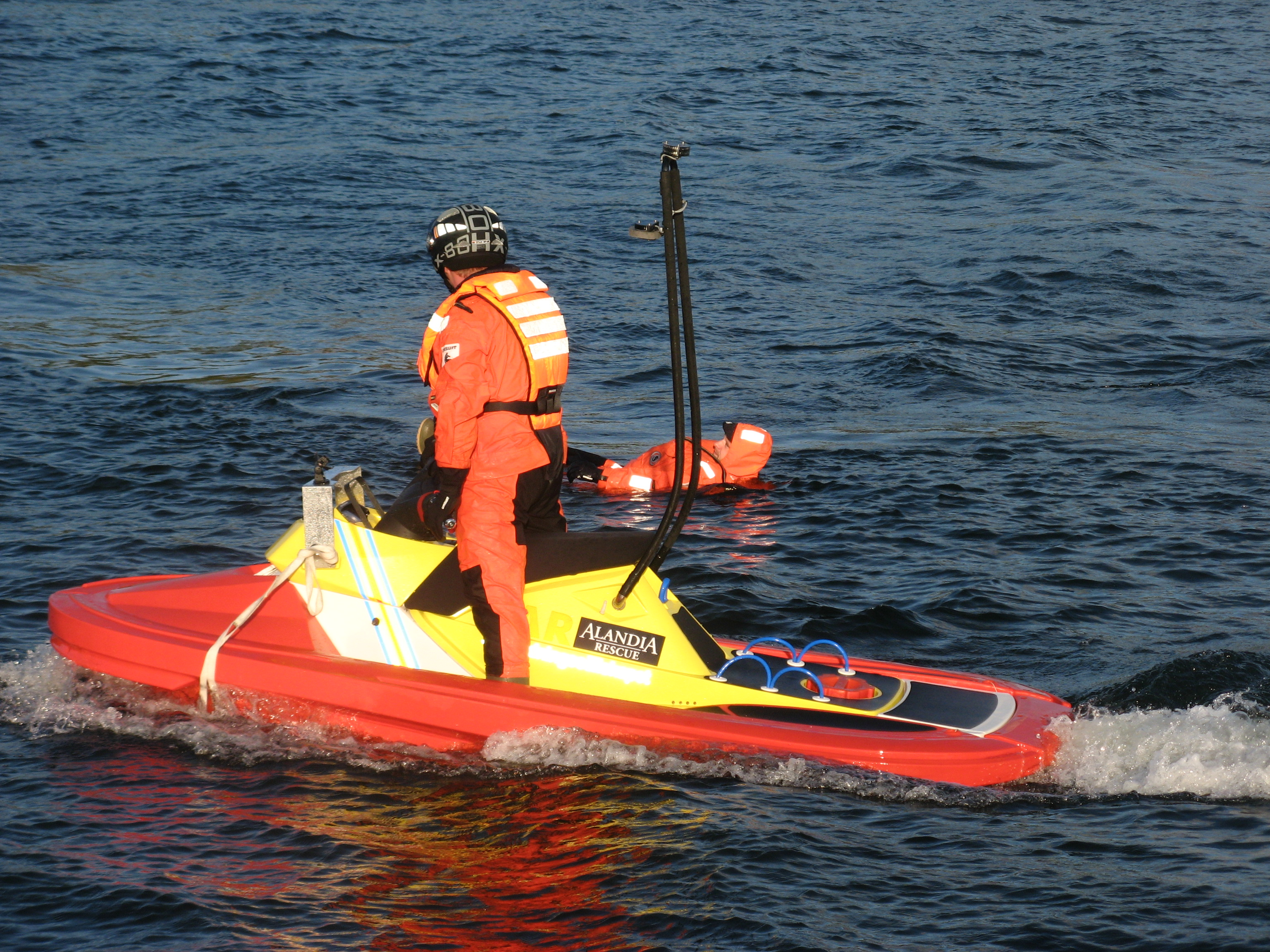
Rescuerunner

Mariehamns sjöräddningsstation är en av de sex stationer för sjöräddningsfartyg på Åland, som drivs av Ålands Sjöräddningssällskap.
Stationen i Korrviks hamn i Mariehamn började sin verksamhet på 1960-talet, efter det att Rederi Ab Gustaf Erikson 1967 donerat en isgående räddningsbåt av stål, som också var lämplig för bogseringsuppdrag. Sedan 2012 är stationens huvudfartyg den 17 meter långa räddningskryssaren Rescue Svante G, vilken också tar ombord en rescuerunner.

## Sjöräddningsfarkoster
- Rescue Svante G, ett 17 meter långt sjöräddningsfartyg, byggt 2021 av Uudenkaupungin Työvene i Nystad
- Svärtan, miljösaneringsfartyg (ägt av Ålands landskapsregering)
- Rescue Lion, en 7,7 meter lång Norsafe Fast Rescue Boat med inombordare och vattenjet
- Rescue Mobben, en 7,5 meter lång hjälpbåt till Svärtan, samt övningsbåt
- En rescuerunner

## Tidigare sjöräddningsfarkoster
- Rescue Paf, 16,12 meter lång, byggd på Alandia Yards i Mariehamn, 1994–2012[1]
- Rescue Ulabrand, 2014–2020